# Eburiaca sinopia
Eburiaca sinopia är en skalbaggsart som beskrevs av Martins 2000. Eburiaca sinopia ingår i släktet Eburiaca och familjen långhorningar. Inga underarter finns listade i Catalogue of Life.